# Trichilia luciae
Trichilia luciae är en tvåhjärtbladig växtart som beskrevs av H. de Souza Barreieros. Trichilia luciae ingår i släktet Trichilia och familjen Meliaceae. Inga underarter finns listade i Catalogue of Life.